# Dicranoloma subsetosum
Dicranoloma subsetosum är en bladmossart som först beskrevs av C. Müller, och fick sitt nu gällande namn av Jean Édouard Gabriel Narcisse Paris 1904. Dicranoloma subsetosum ingår i släktet Dicranoloma och familjen Dicranaceae. Inga underarter finns listade i Catalogue of Life.